# Nicolaus Petri
För andra betydelser, se Nicolaus Petri (olika betydelser).
Nicolaus Petri, död 8 september 1606, var en svensk superintendent i Kalmar stift från 1603 till 1606. 1606 blev han biskop i Västerås stift.
Han var Kalmar stifts förste superintendent då stiftet bildades genom att brytas ut från Linköpings stift 1603.
Sedan kung Karl IX avsatt biskopen i Västerås, Olaus Stephani Bellinus, den 8 september 1606 utsåg han samtidigt magister Nicolaus Petri i Kalmar till efterträdare. Denne dog emellertid senare samma höst varefter biskopsstolen en tid var obesatt.